# معلومات صحية على ويكيبيديا
كانت موسوعة ويكيبيديا على الإنترنت، منذ أواخر العقد الأول من القرن الحالي، بمثابة مصدر شائع للمعلومات الصحية لكل من الأشخاص العاديين، وفي كثير من الحالات، ممارسي الرعاية الصحية. يتم الوصول إلى المواد المتعلقة بالصحة، على ويكيبيديا شعبيا النتائج من محركات البحث، والتي في كثير من الأحيان تقديم وصلات لمقالات ويكيبيديا. تم إجراء تقييمات مستقلة لعدد والتركيبة السكانية للأشخاص الذين يسعون للحصول على معلومات صحية على ويكيبيديا ، ونطاق المعلومات الصحية على ويكيبيديا، وجودة المعلومات على ويكيبيديا.
قدرت ويكيبيديا باللغة الإنجليزية في عام 2014 أن تحتوي على حوالي 25000 مقالة حول مواضيع تتعلق بالصحة. عبر موسوعات ويكيبيديا بجميع اللغات، كان هناك 155000 مقال صحي يستخدم 950.000 استشهاد بالمصادر والتي تلقت بشكل جماعي 4.8 مليار مشاهدة للصفحة في عام 2013. هذا الكم من حركة المرور يجعل ويكيبيديا واحدة من أكثر الموارد الصحية استشارية في العالم، أو ربما المورد الأكثر استشارة.

## مقدار المحتوى الصحي
اعتبارًا من نهاية عام 2013، كانت ويكيبيديا الإنجليزية تحتوي على 29,072 مقالة طبية، بينما كانت جميع مقالات لغة ويكيبيديا بجميع اللغات، 155,805 مقالة طبية. اعتبارًا من مارس 2017، كان لدى ويكيبيديا الإنجليزية 30.000 مقالة طبية، بينما كان هناك 164000 مقالة طبية بلغات أخرى. اعتبارًا من عام 2017، كان هناك حوالي 6000 مقالة تشريح على ويكيبيديا الإنجليزية. لم يتم تصنيفها على أنها «مقالات طبية» في مخطط تصنيف ويكيبيديا وبالتالي فهي غير مدرجة في الرقم 30,000 أعلاه.

## دراسات أكاديمية
فحصت دراسة أجريت عام 2007 عينة من صفحات ويكيبيديا حول الإجراءات الجراحية الأكثر تكرارًا في الولايات المتحدة، ووجدت أن 85.7 ٪ منها كانت مناسبة للمرضى وأن هذه المقالات «تتمتع بمستوى عالٍ بشكل ملحوظ من الصلاحية الداخلية». ومع ذلك، أثارت الدراسة نفسها مخاوف بشأن اكتمال ويكيبيديا، مشيرة إلى أن 62.9 ٪ فقط من المقالات التي تم فحصها كانت خالية من «الإغفالات النقدية». أفادت دراسة أجريت عام 2008 أن معلومات الأدوية على ويكيبيديا «لها نطاق أضيق، وأقل اكتمالًا، ولديها أخطاء أكبر في الحذف» من تلك المعلومات الموجودة على قاعدة بيانات تطبيق مدسكيب التي تم تحريرها تقليديًا عبر الإنترنت. وجدت دراسة عام 2010 أن مقالة ويكيبيديا عن ساركومة العظام كانت ذات جودة جيدة، ولكن صفحة المعهد الوطني للسرطان (NCI) كانت أفضل. استنتج المؤلفون أن ويكيبيديا يجب أن تتضمن روابط خارجية لمصادر عالية الجودة.
وجد تقييم عام 2011 لـ 50 مقالة طبية على ويكيبيديا أن 56 ٪ من المراجع المذكورة في هذه الصفحات يمكن اعتبارها ذات سمعة جيدة، وأن كل إدخال يحتوي على 29 مصدرًا ذا سمعة جيدة في المتوسط. فحصت دراسة عام 2011 صفحات ويكيبيديا عن خمسة عقاقير ستاتين، وخلصت إلى أن هذه الصفحات لا تحتوي على معلومات غير صحيحة أو مضللة، ولكنها غالبًا ما تفتقد إلى معلومات حول تفاعلات الدواء وموانع الاستخدام. وجدت دراسة أخرى عام 2011 تفحص مقالات ويكيبيديا على أكثر 20 دواءً موصوفة على نطاق واسع أن سبعة من هذه المقالات ليس لديها أي مراجع، وخلصت إلى أن «ويكيبيديا لا تقدم معلومات دوائية دقيقة وكاملة ومرجعية باستمرار».
وجد تقييم لمقالات ويكيبيديا في عام 2012 حول المكملات الغذائية أن مقالات ويكيبيديا كانت «غير مكتملة في كثير من الأحيان، وذات جودة متغيرة، وأحيانًا غير متسقة مع مصادر المعلومات ذات السمعة الطيبة حول هذه المنتجات.» 
لخصت مراجعة النطاق لعام 2013 المنشورة في مجلة أبحاث الإنترنت الطبية الأدلة الموجودة حول استخدام الويكي وويكيبيديا وتطبيقات الكتابة التعاونية الأخرى في مجال الرعاية الصحية ووجدت أن المنشورات البحثية المتاحة كانت تقارير مراقبة بدلاً من الدراسات البحثية الأولية التي ستكون من الضروري البدء في استخلاص النتائج.
وجدت دراسة عام 2014 التي فحصت 97 مقالة ويكيبيديا حول الطب التكميلي والبديل (سي أي أم) أن 4 ٪ منهم قد وصلوا إلى حالة «مقال جيد»، وأن مقالات سي أي أم على ويكيبيديا تميل إلى أن تكون أقصر بكثير من تلك المتعلقة بالعلاجات التقليدية. في مايو 2014، نشرت مجلة الجمعية الأمريكية لتقويم العظام مقالًا خلص إلى أن «معظم مقالات ويكيبيديا للظروف العشرة الأكثر تكلفة في الولايات المتحدة تحتوي على أخطاء مقارنة بالمصادر القياسية التي تمت مراجعتها من قبل النظراء». بعد هذه الورقة، ذكرت مصادر إعلامية أخرى أن القراء لا يجب أن يثقوا في ويكيبيديا للحصول على المعلومات الطبية. دافع مساهمو ويكيبيديا في محتواها الصحي عن ويكيبيديا وانتقدوا هذه الدراسة،  حيث يعتبر البحث معيبًا بشدة بما في ذلك العيوب المنهجية الأساسية مثل الاستنتاجات التي لا تدعمها البيانات المقدمة.
وجدت دراسة أجريت عام 2014 أنه عندما تصدر إدارة الغذاء والدواء الأمريكية تحذيرات جديدة للسلامة حول الأدوية، في 41 ٪ من الحالات التي تم مراجعة مقالات ويكيبيديا حول هذه الأدوية تم تحديثها لإعطاء معلومات السلامة الجديدة في غضون أسبوعين. تم تحديث 23 ٪ أخرى من مقالات ويكيبيديا المخدرات لإعطاء هذه المعلومات في المتوسط حوالي 40 يومًا، ولكن 36 ٪ من المقالات لا يتم تحديثها بهذه المعلومات في غضون عام. وجدت مقارنة عام 2014 بين معلومات دوائية مختارة من كتب علم الصيدلة ومعلومات قابلة للمقارنة حول ويكيبيديا باللغة الإنجليزية واللغة الألمانية أن معلومات الدواء في ويكيبيديا تغطي معظم ما هو ضروري لدراسات علم الصيدلة الجامعية وأنها دقيقة.
وجدت دراسة عام 2015 مقارنة تغطية الجدل حول لقاح التوحد على العديد من مواقع الويب أن مقالات ويكيبيديا كانت على نطاق واسع مؤيدة للقاح. وقد أرجعت الدراسة هذا الموقف المؤيد للقاحات إلى «هذا الموضوع المثير للجدل للغاية الذي يجذب المحررين الملتزمين الذين يفرضون بدقة متطلبات المراجع الأكاديمية». وجدت دراسة أجريت عام 2016 أن معلومات الأدوية على ويكيبيديا كانت أقل دقة واكتمالًا من تلك الموجودة على الموقع المرجعي الطبي ميكروميديكس. قارنت دراسة عام 2017 دقة مقالات ويكيبيديا حول أكثر 33 دواءً شائعًا مع أدلة الأدوية بدقة أدلة الأدوية الخاصة بهم. وجدت الدراسة أن مقالات ويكيبيديا كانت أقل دقة بشكل عام من أدلة الأدوية المقابلة.

### مقروئية
في عام 2012، تمت مقارنة مقالات ويكيبيديا حول الاكتئاب والفصام مع التغطية في موسوعة بريتانيكا وكتاب الطب النفسي وتم تقييمها من حيث دقتها، ومحدوديتها، واتساع نطاق التغطية، والمراجع، وقراءة. تم تصنيف ويكيبيديا بدرجة عالية عبر جميع الفئات باستثناء سهولة القراءة.
وجدت مراجعة 2013 لمحتوى أمراض الكلى على ويكيبيديا أنها «مورد طبي شامل وموثوق إلى حد ما لمرضى أمراض الكلى مكتوب على مستوى القراءة في الكلية».
تم تقييم سهولة قراءة مقالات ويكيبيديا حول الصرع وتبين أنها منخفضة، مما يشير إلى صعوبة قراءتها. وجدت دراسة أخرى أن معلومات ويكيبيديا حول الأمراض العصبية كانت أكثر صعوبة في القراءة من المعلومات الموجودة في كتيبات المرضى في الأكاديمية الأمريكية لعلم الأعصاب، أو موقع مايو كلينك الإلكتروني، أو مدلاين بلس. ذكرت دراسة أخرى عام 2015، هذه الدراسة التي كتبها سامي عازر، أنه لا ينبغي استخدام ويكيبيديا لمعرفة المفاهيم المتعلقة بطلاب أمراض الرئة. وجدت دراسة أخرى أجراها أزر عام 2015 أن إدخالات ويكيبيديا حول أمراض القلب والأوعية الدموية «لم تكن تستهدف جمهورًا طبيًا» وكانت غير دقيقة بشكل رئيسي بسبب أخطاء السهو.
وجدت دراسة أجريت عام 2016 أن معلومات ويكيبيديا حول التشخيصات الشائعة للطب الباطني تمت كتابتها بمستوى أعلى من أي من المواقع الأربعة الأخرى التي تمت دراستها (معاهد الصحة الوطنية، ويب مد، مايو كلينك، و «مواقع التشخيص الخاصة»). في المقابل، وجدت دراسة أخرى نُشرت في نفس العام أن طلاب الطب الذين يقرأون عن ثلاثة أمراض غير مدروسة على التصنيف الموضوعي وويكيبيديا واجهوا جهدًا عقليًا أقل من قراء نفس الأمراض على أب تو دايت.
وجدت دراسة أجريت عام 2017 لتقييم 134 مقالة في ويكيبيديا عن أمراض المناعة الذاتية أنه كان من الصعب جدًا قراءتها وتطلبت على الأقل مستوى قراءة خريج جامعي. كان مؤلفو الدراسة قلقين من ضعف قراءة ويكيبيديا، حيث يستخدم الأشخاص الذين يعانون من اضطرابات المناعة الذاتية ويكيبيديا غالبًا للبحث عن حالتهم.
وجدت دراسة أجريت عام 2018 لتقييم 55 مقالة ويكيبيديا حول موضوعات جراحة الأعصاب أنها كانت أكثر صعوبة في القراءة من مقالات معلومات المرضى الخاصة بالجمعية الأمريكية لجراحي الأعصاب، على الرغم من أن مقالات ويكيبيديا ومقالات الرابطة الأمريكية لجراحي الأعصاب تتطلب مستوى قراءة جامعي.

## وجهات النظر الأخرى
قال جيمي ويلز، الشريك المؤسس لويكيبيديا، إن نقص المعلومات الصحية يزيد من الوفيات التي يمكن الوقاية منها في الأسواق الناشئة، وأن المعلومات الصحية من ويكيبيديا يمكن أن تحسن صحة المجتمع. قدمت ويلز مشروع ويكيبيديا زيرو كقناة لتوصيل المعلومات الصحية إلى الأماكن التي يواجه فيها الأشخاص صعوبة في الوصول إلى المعلومات عبر الإنترنت.
نتيجة للاهتمام العام بوباء فيروس إيبولا 2014 في غرب إفريقيا، أصبحت ويكيبيديا مصدرًا شائعًا للمعلومات حول الإيبولا. قال الأطباء الذين كانوا مساهمين في ويكيبيديا أن جودة ويكيبيديا جعلتها مفيدة.

### الطب البديل
اشتكى الأشخاص الذين يروجون للطب البديل من أن ويكيبيديا تصور بشكل سلبي العلاجات الصحية الشاملة بما في ذلك طب الطاقة وتقنيات الحرية العاطفية والعلاج الميداني الفكر وتقنية العلاج بالضغط التاباس. وردًا على ذلك، صرحت ويلز، «إذا كان يمكنك نشر عملك في مجلات علمية محترمة - أي إذا كان بإمكانك تقديم أدلة من خلال التجارب العلمية القابلة للتكرار، فإن ويكيبيديا ستغطيها بشكل مناسب.»  وقد أثيرت مخاوف مماثلة فيما يتعلق بتغطيتها للمعالجة المثلية.
سياسة ويكيبيديا للمقالات «التي يمكن اعتبارها معقولة على أنها تتعلق بصحة الإنسان» تندرج تحت سياسة المقالات المتعلقة بالطب والتي تعتمد على العلم.

## الاستخدام
يستخدم غالبية الناس في الولايات المتحدة الإنترنت كمصدر للمعلومات الصحية. النشاط الثالث الأكثر شيوعًا للمعلومات التي تبحث عبر الإنترنت هو البحث عن المعلومات الصحية أو الطبية. اقترحت إحدى دراسات عام 2013 أن 22٪ من عمليات البحث عن الرعاية الصحية توجه المستخدمين مباشرة إلى ويكيبيديا.
تم وصف ويكيبيديا في عام 2014 في تقرير نشره معهد الإحصاء الرياضي للمعلوماتية الصحية على أنه «المصدر الوحيد الرائد» لمعلومات الرعاية الصحية للمرضى والمتخصصين في الرعاية الصحية. وفقًا للتقرير نفسه، يستخدم 50٪ من الأطباء الأمريكيين الذين يستخدمون الإنترنت لأغراض مهنية ويكيبيديا للوصول إلى المعلومات. تمت الإشارة إلى هذه الحقائق في الصفحة 17 من نفس التقرير البحثي الذي نشره معهد معهد الإحصاء الرياضي للمعلوماتية الصحية حول «إشراك المرضى من خلال وسائل التواصل الاجتماعي»، وتم إعادة نشرها في وسائل الإعلام الشعبية والمقالات التي استعرضها النظراء. يقدم تقرير معهد الإحصاء الرياضي اقتباسًا لتقرير بحث غير مؤرخ في «أخذ النبض» بواسطة مانهاتن للأبحاث، والذي لا يتوفر باستخدام معظم قواعد بيانات أبحاث المكتبة
في يوليو 2014، تم عرض محتوى ويكيبيديا الطبي بجميع اللغات أكثر من أي موقع رعاية صحية شهير آخر، بما في ذلك NIH وويب ميد ومايو كلينك وهيئة الخدمات الصحية الوطنية ومنظمة الصحة العالمية وأب تو ديت. وصف بعض الأطباء استخدامهم ويكيبيديا على أنه «سر مذنب».

### عامة الناس
قارنت دراسة عام 2015 شعبية مقالات ويكيبيديا على عشرة من أكثر الاضطرابات العصبية شيوعًا على مدار 90 يومًا من أبريل 2014 إلى يوليو 2014 ؛ ووجدت أنه لا توجد علاقة بين حدوث أو انتشار الاضطراب العصبي وعدد مشاهدات الصفحة التي تلقتها. على سبيل المثال، كانت مقالة ويكيبيديا عن التصلب المتعدد أكثر شيوعًا بكثير من مقالاتها عن الاضطرابات الأكثر شيوعًا مثل الصداع النصفي أو الصرع أو السكتة الدماغية. افترض المؤلفون أن هذا قد يكون بسبب زيادة انتشار التصوير بالرنين المغناطيسي، مما أدى إلى زيادة في النتائج العرضية لآفات المادة البيضاء. على الرغم من أن معظم هذه الآفات لا علاقة لها بالتصلب المتعدد، فقد تؤدي بالمرضى والأقارب وحتى الأطباء إلى إجراء عمليات بحث على الإنترنت عن «التصلب المتعدد»، مما قد يؤدي بهم إلى مقالة ويكيبيديا.

### طلاب الطب
تم وصف معلومات ويكيبيديا الصحية على أنها «تحول كيف يتعلم أطبائنا القادمون الطب». قال العديد من المعلقين في التثقيف الصحي أن ويكيبيديا مشهورة ومريحة لطلاب الطب.
أظهرت دراسة أجريت في عام 2013 في مدرسة طبية أسترالية واحدة أن 97 ٪ من الطلاب استخدموا ويكيبيديا لدراسة الطب، والأسباب الأكثر شيوعًا هي سهولة الوصول وسهولة الفهم. لم تكن هناك علاقة بين عام الطالب في كلية الطب واستخدامه أو ويكيبيديا، ولكن الطلاب في كلية الطب كانوا أقل عرضة لاستخدام ويكيبيديا كموردهم الأول أو المورد الوحيد أو المورد الأكثر شيوعًا؛ كانوا أكثر عرضة لإدراك أن ويكيبيديا غير موثوقة.
في عام 2013، بدأت مدرسة سان فرانسيسكو للطب في تقديم طلبة في السنة الرابعة لطلاب الطب لمدة شهر واحد يتمحور حول تحسين مقالات ويكيبيديا المتعلقة بالصحة. بين عامي 2013 و 2015، شارك 43 طالبًا في الدورة واختاروا مقالة واحدة تتعلق بالصحة للعمل عليها. وجدت دراسة لمساهماتهم من قبل أعضاء هيئة التدريس في مدرسة سان فرانسيسكو للطب أن الطلاب وسعوا مقالاتهم، وأضافوا مصادر عالية الجودة، وأزالوا مصادر أقل جودة، وقراءة محسنة. جادل مؤلفو الدراسة بأن كليات الطب يجب أن تشجع الطلاب على المساهمة في ويكيبيديا، سواء لتحسين جودة محتواها وتمكين الطلاب من أن يصبحوا معلمين رعاية صحية أفضل.
وجدت دراسة أجريت عام 2015 على خمس كليات طبية أوروبية أن الطلاب الذين استخدموا ويكيبيديا للحصول على معلومات عامة كانوا أكثر عرضة لاستخدامها للبحث عن معلومات طبية. استخدم 16٪ من الطلاب ويكيبيديا غالبًا للحصول على معلومات عامة، و 60٪ في بعض الأحيان، و 24٪ نادرًا. استخدم 12٪ من الطلاب ويكيبيديا غالبًا للحصول على معلومات طبية، و 55٪ في بعض الأحيان، و 33٪ نادرًا. وجد جميع الطلاب تقريبًا (97٪) معلومات غير دقيقة على ويكيبيديا مرة واحدة على الأقل، ولكن أقل من 20٪ منهم قاموا بتصحيحها.
وجدت دراسة أجريت عام 2015 لطلاب الطب في جامعة دالهوزي في نوفا سكوتيا، كندا، أنهم قاموا بتصنيف جوجل وويكيبيديا بدرجة عالية من حيث سهولة الوصول إليها، وفهمها، وفائدتها، لكنهما صنفا بوب ميد أعلى من حيث الدقة والثقة.
وجدت دراسة أجريت عام 2017 حول استخدام الموارد عبر الإنترنت من قبل طلاب الطب في السنة الأولى في مدرسة ملبورن الطبية أنهم استخدموا منصة التعلم عبر الإنترنت في المدرسة في أغلب الأحيان (يوميًا) واستخدموا جوجل وويكيبيديا بشكل أقل تكرارًا (يوميًا تقريبًا). اعتبر الطلاب أن منصة التعلم مفيدة للغاية، تليها جوجل وويكيبيديا، التي اعتبروها أقل فائدة قليلاً من منصة التعلم ولكنها أكثر فائدة بشكل ملحوظ من فيسبوك أو جوجل سكولار. واعتبروا أيضًا أن منصة التعلم هي الأكثر موثوقية واعتبرت جوجل وويكيبيديا أقل موثوقية بشكل ملحوظ، على الرغم من استخدامهما لكلا الموقعين كنقطة بداية للعثور على المعلومات.
دراسة 2017 من الموارد المستخدمة من قبل طلاب الطب أثناء الجراحة العامة من الإكلينيكي في جامعة فلوريدا كلية الطب وجدت ان ذلك استعراض الكتب النوع الأكثر شيوعا من الموارد الدراسة، تليها الإنترنت. كانت ويكيبيديا ثالث أكثر الموارد استخدامًا وأكثر موارد الإنترنت استخدامًا. ووجدت الدراسة عدم وجود علاقة بين نوع الموارد المستخدمة وأداء الطلاب في امتحان مادة جراحة المجلس الوطني للأطباء الشرعيين.

### سكان
وجدت دراسة أجريت عام 2009 حول استخدام الإنترنت من قبل 35 طبيبًا مبتدئًا في المملكة المتحدة أن 80٪ منهم استخدموا جوجل و 70٪ منهم استخدموا ويكيبيديا للبحث عن المعلومات الطبية مرة واحدة على الأقل في الأسبوع، بينما استخدم 30٪ فقط بوب ميد. تم استخدام جوجل وويكيبيديا بشكل أساسي للقراءة في الخلفية، في حين تم استخدام بوب ميد ومواقع الويب الأخرى «أفضل الأدلة» للإجابة على أسئلة محددة لاتخاذ القرارات السريرية.
وجد مسح عام 2015 للمقيمين في الطب النفسي في كلية الطب بجامعة هارفارد أنهم استخدموا الموارد عبر الإنترنت مرتين كما استخدموا الموارد المطبوعة. كانت المصادر الثلاثة الأكثر استخدامًا هي أب تو ديت وبوب ميد وويكيبيديا. كان أب تو ديت المورد الأكثر استخدامًا واعتبر أنه الأكثر موثوقية، في حين كان بوب ميد ثاني أكثر الموارد استخدامًا وحصل على تصنيف عالٍ كمصدر للتعلم الشخصي. كانت ويكيبيديا ثالث أكثر الموارد استخدامًا وحصلت على أعلى تصنيف لسهولة الاستخدام؛ ومع ذلك، كان يعتبر الأقل جدارة بالثقة.

### الأطباء والمهنيين الصحيين الآخرين
وجدت دراسة أجريت عام 2013 على 500 طبيب أوروبي، معظمهم من النمسا وسويسرا، أن محركات البحث العامة مثل جوجل كانت النوع الأكثر شيوعًا من الموارد الطبية عبر الإنترنت، تليها قواعد بيانات الأبحاث الطبية مثل بوب ميد، تليها ويكيبيديا . أفاد 56 ٪ من الأطباء في التدريب (المقيمين) باستخدام ويكيبيديا، مقابل 37 ٪ فقط من الأطباء الذين أكملوا تدريبهم بالفعل.
وجدت دراسة أجريت عام 2014 على 259 من المهنيين الصحيين في إسبانيا أنه بينما استخدم 53 ٪ منهم ويكيبيديا الإسبانية للبحث عن المعلومات الطبية أثناء العمل، اعتبرها 3 ٪ فقط أنها موثوقة وأوصت 16 ٪ فقط لمرضاهم. فقط 16٪ قاموا بتحرير مقالة ويكيبيديا. كانت الأسباب الأكثر شيوعًا لعدم القيام بذلك هي أنهم لم يعتبروا أنفسهم خبراء (51٪)، فضلوا التدوين أو نشر المقالات التي تمت مراجعتها من قبل الأقران (21٪)، وكانوا قلقين من أن يتراجع أي شخص عن أي مساهمات قاموا بها (17 ٪).

### الاقتباسات الأكاديمية
تم ذكر ويكيبيديا بشكل غير لائق كمصدر موثوق في العديد من مجلات العلوم الصحية.

### التأثير على الاختبارات النفسية
في عام 2009، قام طبيب ومحرر ويكيبيديا، جيمس هيلمان، بدمج صور المجال العام لاختبار رورشاخ في ويكيبيديا. واشتكى علماء النفس من أن زيادة تعرض الجمهور لهذه الاختبارات يقلل من جدواها السريرية، وأن الصحة العامة تضررت نتيجة لذلك.

## طبيعة المساهمين
وجدت دراسة أجريت في مقابلة عام 2014 أن حوالي نصف محرري المحتوى المتعلق بالصحة على ويكيبيديا باللغة الإنجليزية هم من المتخصصين في الرعاية الصحية، بينما يشمل النصف الآخر بعض طلاب الطب. كتب مؤلف هذه الدراسة أن هذا يوفر «الاطمئنان حول موثوقية الموقع». ووجدت الدراسة أيضًا أن «مجتمع المحرر الأساسي»، الذي يراقب ويعدل معظم المقالات المتعلقة بالصحة على ويكيبيديا باللغة الإنجليزية، يبلغ عددهم حوالي 300 شخص. ووجدت الدراسة أن الأشخاص الذين يساهمون في هذه الموضوعات يفعلون ذلك لمجموعة متنوعة من الأسباب، بما في ذلك الرغبة في تعلم الموضوعات بشكل أفضل، والشعور بالمسؤولية والمتعة في تحسين وصول الآخرين إلى المعلومات الصحية.
وجدت دراسة أجريت عام 2016 أن محرري ويكيبيديا الذين ساهموا في مقالات عن العقاقير المصممة من المرجح أن يساهموا أيضًا في مقالات عن العقاقير المحظورة والعقاقير الصيدلانية، مما يعني أن لديهم خلفية في علم الأدوية. كانوا أكثر عرضة للمساهمة في مقالات عن الاضطرابات العصبية والاضطرابات النفسية والأمراض الأخرى وبيولوجيا الخلية. كانوا أقل عرضة لتحرير مقالات حول موضوعات الثقافة الشعبية أو التاريخ.

## إحصاءات المرور في المراقبة الصحية
تماما كما جوجل مؤشرات الإنفلونزا كان قادرا على البحث ربط لانفلونزا إلى المحلية تفشي لل انفلونزا، تم العثور على عدد الصفحات من المواد ويكيبيديا حول الموضوعات ذات الصلة انفلونزا زيادة في السكان التي تعاني من انتشار انفلونزا،  وغيرها أمراض مثل حمى الضنك والسل.

## مشاريع لتحسين المعلومات الصحية على ويكيبيديا
في عام 2009، حاولت المعاهد الوطنية للصحة مشروعًا رائدًا لدمج المعلومات الصحية في ويكيبيديا. في عام 2011، أفيد أن أبحاث السرطان في المملكة المتحدة قد بدأت برنامجًا يقوم فيه بعض موظفيها بتحرير مقالات ويكيبيديا المتعلقة بالسرطان.
لدى جامعة كاليفورنيا في سان فرانسيسكو برنامج لتشجيع الطلاب على المساهمة بالمحتوى الصحي في ويكيبيديا.
يوفر التعاون بين مؤسسة كوكرين وويكيبيديا إمكانية الوصول إلى مكتبة كوكرين لأغراض دمج معلومات المراجعة الخاصة بها في مقالات ويكيبيديا.